# Pholcus donensis
Pholcus donensis is een spinnensoort uit de familie trilspinnen (Pholcidae). De soort komt voor in Rusland.